# كوليدارا
كوليدارا (بالإيطالية: Colledara)‏ هي بلدية في مقاطعة تيرامو في إقليم أبروتسو الإيطالي.

## السكان
في سنة 1861 بلغ عدد السكان 2٬113 نسمة، وتطور العدد ليصل في سنة 2011 لـ 2٬237 نسمة.
يظهر هذا المخطط البياني تطور النمو السكاني لـ كوليدارا